# Aristide Belloc
Aristide Belloc, né le 23 août 1827 à Nantes et mort le 22 décembre 1895 à Bordeaux, est un sculpteur français.

## Biographie
Fils d'Aristide Philimi Belloc, chapelier, et de Jeanne Eugénie Rousseau, François Aristide Belloc voit le jour rue Casserie à Nantes. Avec Francine Lamaison son épouse, le 31 mars 1859, ils ont un fils Aristide Jean Géo qui deviendra lui aussi sculpteur. Il est un des cousins du peintre portraitiste Jean-Hilaire Belloc (1786-1866).
Il est élève d'Étienne-Édouard Suc et de Guillaume Grootaërs, deux sculpteurs actifs à Nantes. Le Monde illustré daté de 1866 indique qu'il est élève de Reide. En 1850 ou avant, il s'installe à Bordeaux où, en 1854, lors de la 4e exposition publique des artistes vivants, il expose une Vierge néogothique, une esquisse et une statuette. En 1855, il obtient une médaille au Salon de Paris. En 1858, il expose à Toulouse et obtient une médaille d'argent de 1re classe à l'exposition des Beaux-Arts et de l'Industrie, et de plus la ville lui achète une tête de grisette bordelaise. En avril 1859, à Bordeaux lors de la 8e exposition de la Société des amis des arts de Bordeaux, il présente plusieurs plâtres : des bustes dont celui du général de Tartas, celui de M. de Blangis, celui de Mlle Lacombe, chanteuse au Grand-Théâtre de Bordeaux, et un Groupe de Gitanos en plâtre peint. La même année, lors de l'exposition générale de la Société philomathique de Bordeaux, il présente une tête colossale de Judith ornant l'escalier de l'hôtel de ville de Nantes et un gigantesque bouquet sur plâtre acheté par Napoléon III pour décorer une salle du palais impérial.
Il quitte le 30, rue Pont-Long (actuelle rue Georges Bonnac) à Bordeaux pour s'installer à Perpignan. Il y laisse un buste en terre cuite et deux statues en pierre cantonnant l'escalier du palais de justice : celle de Moïse à gauche de celle de la Justice à droite. Le buste en terre cuite d'un paysan catalan qu'il avait offert à cette ville est conservé au musée Hyacinthe-Rigaud.
Le 30 avril 1870 on le trouve à Angers où il est dit domicilié rue des deux haies. La même année Aristide Belloc s'installe à Niort où il travaille avec Dominique-Michel Vidiani qui était mouleur dans cette ville. En août 1885, il habite à Reims avec son épouse lors du mariage de son fils Jean Aristide. Aux secondes noces de Jean Aristide Belloc en 1908, l'acte de mariage mentionne que les parents de l'époux sont morts tous les deux.

## Œuvres

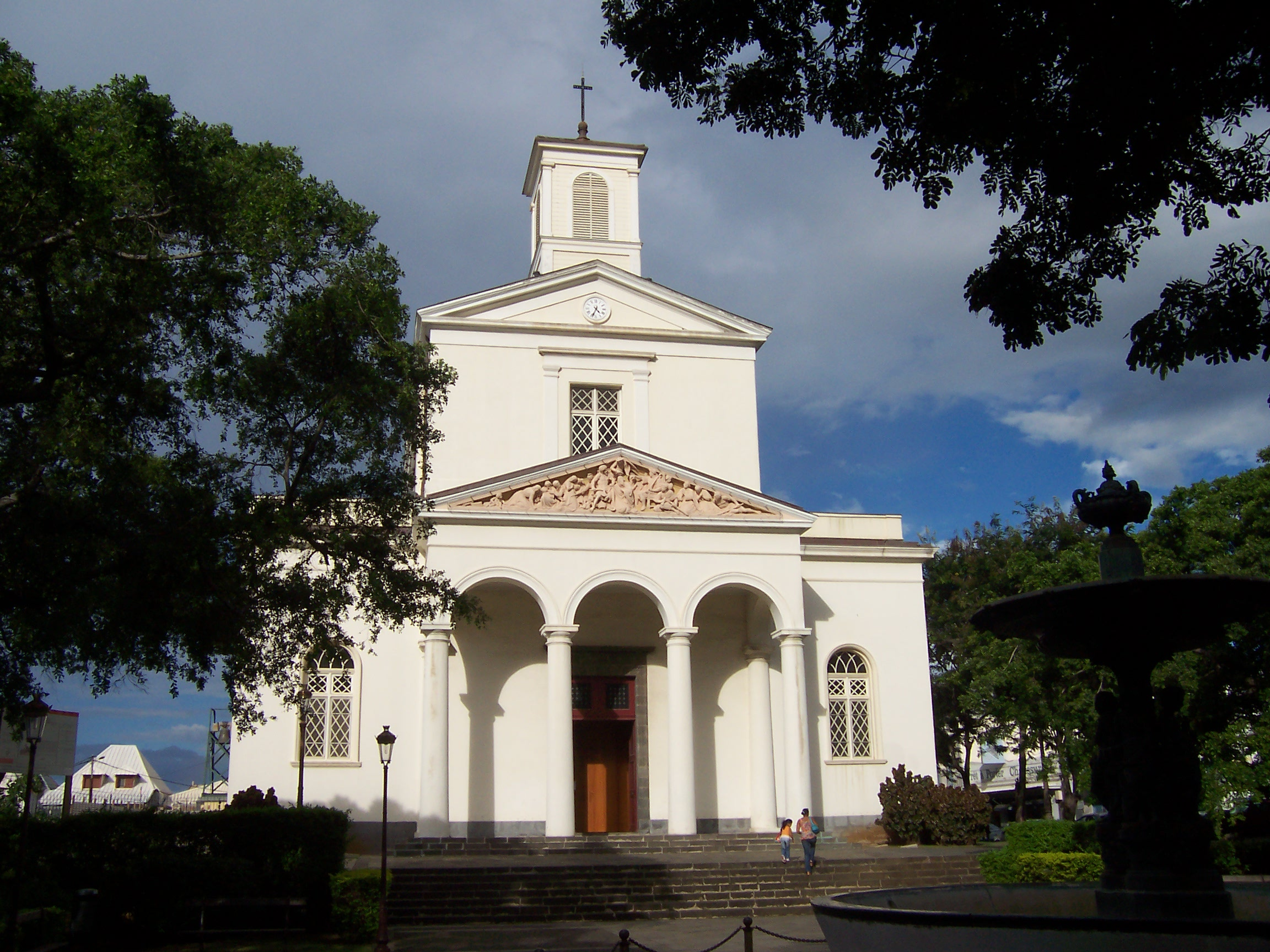
La Décapitation de saint Denis (1863), haut-relief du fronton, Saint-Denis, cathédrale de Saint-Denis de La Réunion.

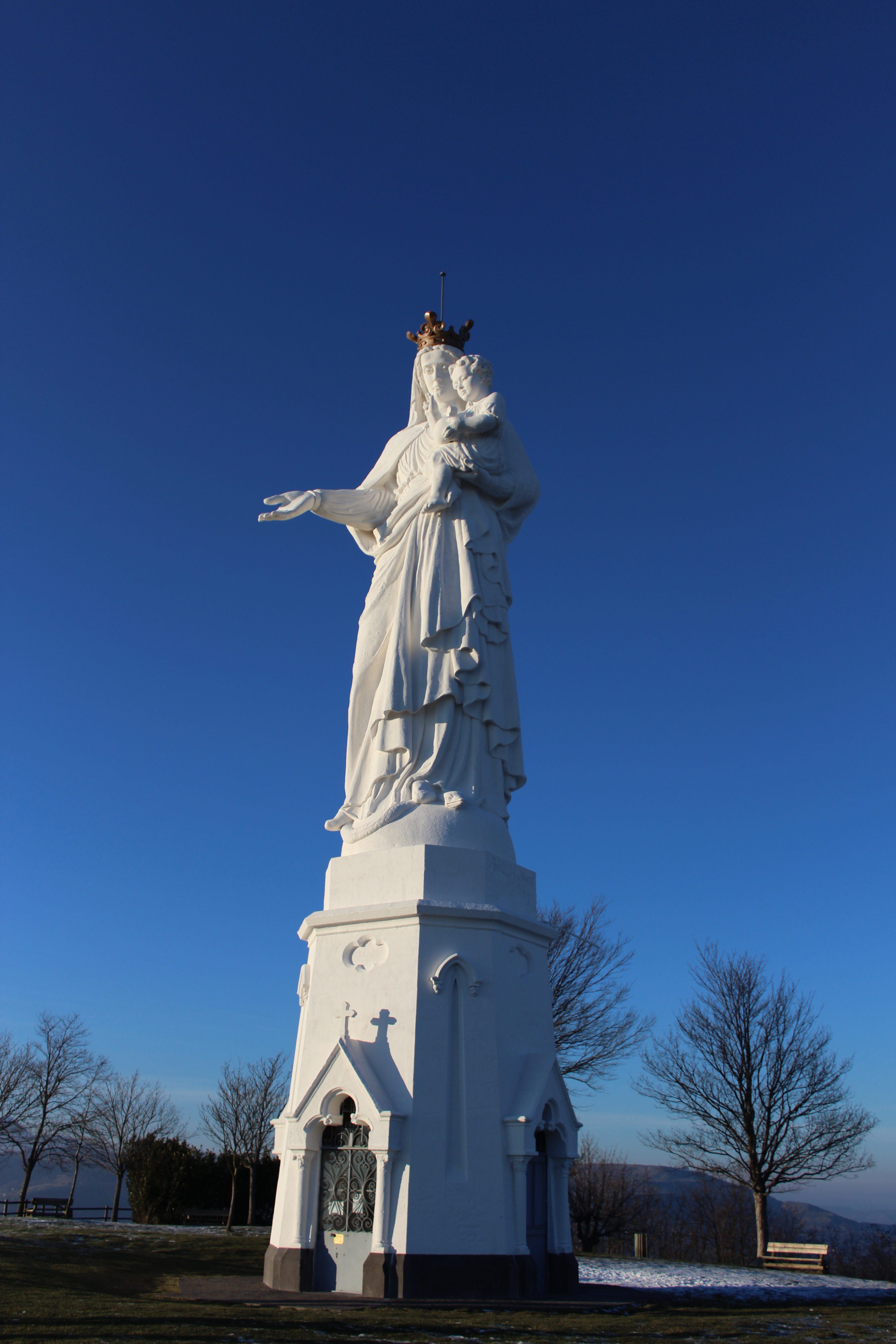
Vierge de Monton (1869), Veyre-Monton.

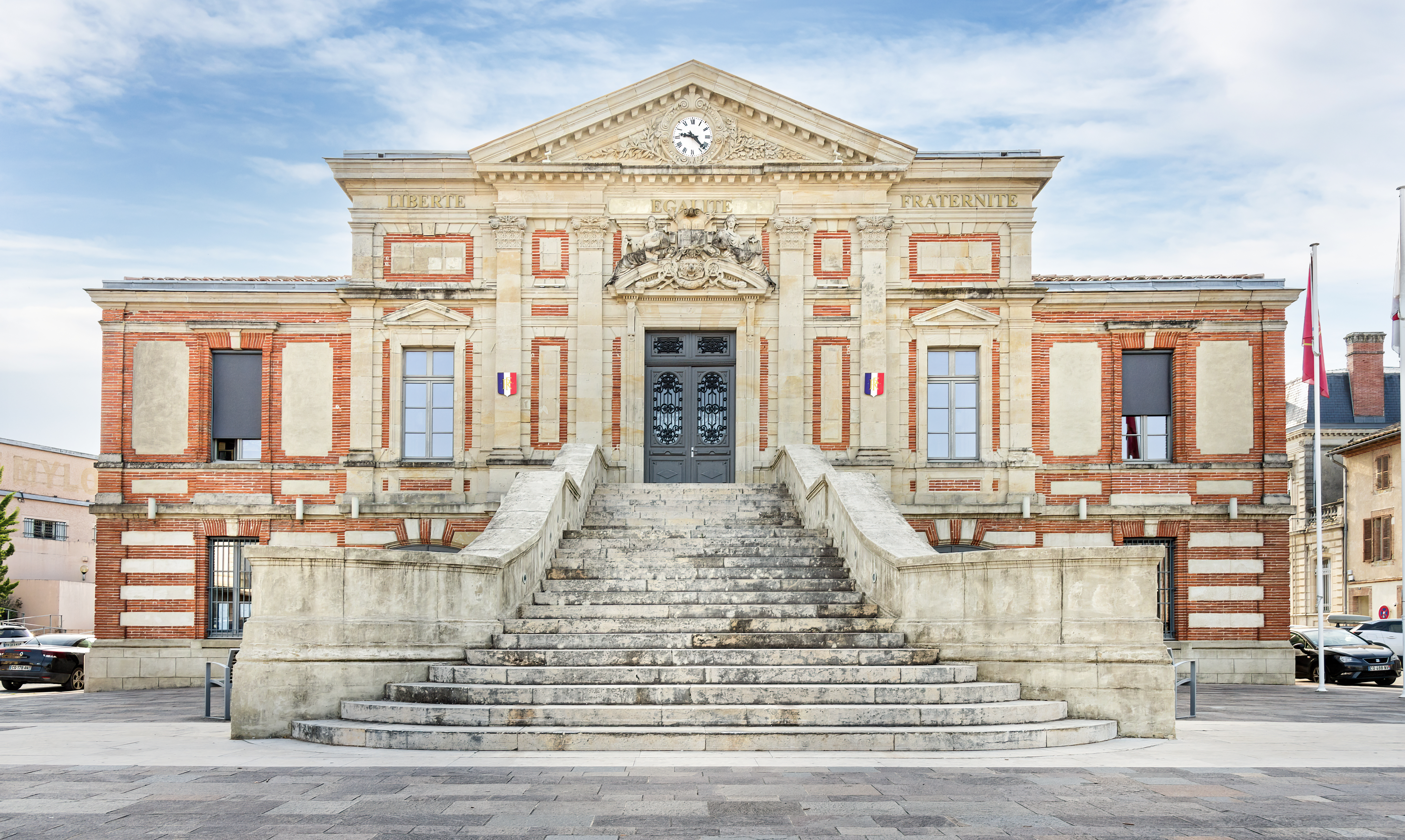
(Lavaur) Hôtel de ville (ancien tribunal) - Façade

- 1850 : Fleur de tournesol, bas-relief en marbre, 85 × 135,5 cm, localisation inconnue[8].
- 1857 : Autel de saint Jean-Baptiste (gradin d'autel, retable et tabernacle) de l'Église Saint-Pierre d'Ambarès-et-Lagrave[9].
- Dès 1857 Chapiteaux de l'église Saint-Étienne à Mortagne-sur-Gironde[10]
- 1858 : Les Arts et la Science, bronze, 41 cm, localisation inconnue[8].
- 1858 : Christ en croix dans l'Église Saint-Pardoux de Barret[11]
- 1859 : Judith, tête colossale, Nantes, escalier de l'hôtel de ville[2].
- 1859 : Ensemble de neuf clefs de voûte et fonts baptismaux dans l'église paroissiale Saint-Félix [12] à Aiguillon
- 1861 : Buste en bronze ornant la sépulture du général Louis Émile Tartas au cimetière de Mézin[13]
- 1863 : La Décapitation de saint Denis, haut-relief du fronton, Saint-Denis, cathédrale de Saint-Denis de La Réunion.
- 1864-1869 : Vierge de Monton, statue monumentale en pierre de Beaucaire de la Vierge à l'Enfant de 14 mètres de hauteur sur un socle de 7 mètres qui abrite une petite chapelle, Veyre-Monton.
- 1865 : Deux statues d'anges cantonnant le portail en fer forgé du jardin du calvaire à Sallèles-d'Aude[14].
- 1869 : sarcophage, stèle et statue de la Douleur du tombeau de Jean-Baptiste Pradeu à Saint-Paul-lès-Dax[15].
- 1874 : Portrait en masque de Madame Fairan [16], musée Sainte-Croix à Poitiers
- 1874 : Immaculée Conception, dite Notre-Dame-de-Lourdes, église Saint-Maudez de Lanvaudan[17]
- 1876 : Statue de Saint Saint Martin de Tours (?) dans l'église paroissiale Saint-Martin de Celles-sur-Belle[18]
- 1877 : Tombeau de Louis-Marie Épivent, évêque d'Aire et de Dax, calcaire d'Angoulême, Saint-Vincent-de-Paul, basilique Notre-Dame de Buglose.
- 1877 : Saint Job, statue, calvaire de l'abbé Cotteux, Louisfert.
- 1877 : Autel de Saint-Michel (autel, gradin d'autel, tabernacle et trois statues) dans l'église Saint-Pierre de Lesperon[19]
- 1877 : Groupe sculpté : Vierge de la Salette dans l'église Notre Dame des sept douleurs à Vouneuil-sous-Biard[20].
- 1877 : La statue de Saint Léger dans l'église Saint-Léger à Vicq-sur-Gartempe[21],[22].

Non daté
- Décorations extérieures du couronnement de la porte d'entrée, pilastres et encadrement de l'horloge du fronton de la façade principale de hôtel de ville de Lavaur[23].
- Deux Renommées tenant les armes de la ville, Bordeaux, Grand-Théâtre[2].
- Sacré-Cœur, statue, Saivres, église Saint-Pierre.
- Copie de Notre-Dame de Lourdes dans l'église Saint-Pierre à Saivres[24]
- Vierge, statue plus grande que nature, couvent près d'Agen[2].